# GhettoMusick
«GhettoMusick» es una canción del dúo de hip hop estadounidense OutKast. La canción contiene un sample de «Love, Need and Want You» de Patti LaBelle de 1983. Fue publicada el 22 de noviembre de 2004 junto con «Prototype» como un sencillo de doble lado A y como el último sencillo de su quinto álbum de estudio, Speakerboxxx/The Love Below (2003).

## Video musical
El videoclip de «GhettoMusick» muestra a Big Boi durante su rutina diaria como “Delivery Boi” para Fed Up, una referencia deliberada a FedEx. Almuerza en la casa de Patti LaBelle, entrega paquetes en la casa de una hermandad de mujeres, un grupo de pandilleros con los que evade una pelea y una mujer atractiva que intenta acostarse con él antes de que llegue su marido con un bate. Es principalmente cómico y pretende reflejar un ambiente sureño, incluidas exageraciones ficticias de la cultura sureña, como un restaurante “Fish and Grits”.

## Recepción de la crítica
Stephen Thomas Erlewine de AllMusic elogió la “mezcla implacable” y “ritmos vertiginosos” de la canción, mientras que NME lo describió como “un viaje vertiginoso a varias velocidades a través de rave de la vieja escuela, soul lascivo y Dios sabe qué más”. Hip Hop Hopscotch describió el gancho de André como “tonto pero pegadizo y es una introducción al proyecto contundente, de ritmo rápido y con un sonido excelente”. Brent DiCrescenzo de Pitchfork calificó el sencillo como “estremecedor”.

## Posicionamiento
| Gráfica (2003)                                           | Pico de posición |
| -------------------------------------------------------- | ---------------- |
| Australia (ARIA)                                         | 43               |
| Escocia (Scottish Singles Chart)                         | 70               |
| Estados Unidos (Billboard Hot R&B/Hip-Hop Songs)         | 93               |
| Estados Unidos (Billboard Hot R&B/Hip-Hop Singles Sales) | 18               |
| Reino Unido (UK Singles Chart)                           | 55               |
| Reino Unido (UK Hip Hop and R&B Singles Chart)           | 15               |

## Historial de lanzamientos
| Región         | Fecha                    | Formato                     | Discográfica | Ref.   |
| -------------- | ------------------------ | --------------------------- | ------------ | ------ |
| Reino Unido    | 22 de septiembre de 2003 | CD                          | Arista       | [ 3 ]  |
| Australia      | 22 de noviembre de 2004  | CD                          | Arista       | [ 4 ]  |
| Estados Unidos | 22 de noviembre de 2004  | Radio Rítmica Contemporánea | LaFace       | [ 16 ] |
| Estados Unidos | 29 de noviembre de 2004  | Radio Urbana                | LaFace       | [ 17 ] |